# Брайс, Уильям Чарльз
Уильям Чарльз Брайс (англ. William Charles Brice, 3 июля 1921, Ричмонд — 24 июля 2007) — британский этнограф, лингвист, географ и исламовед.

## Биография
Изучал географию в Колледже Иисуса Оксфордского университета. Вынужден был прервать учёбу во время Второй мировой войны, когда проходил военную службу в Индии, где охранял железные дороги близ Мадраса и изготавливал военные карты, за что был награждён Бирманской звездой.
После войны участвовал в археологической экспедиции на востоке Турции, где исследовал пограничные укрепления Римской империи. В 1947 году получил должность преподавателя географии Манчестерского университета. В 1951 году вернулся в Оксфорд в должности преподавателя этнологии и помощника куратора музея Питт-Риверса.
Археолог Джон Майерс поручил ему работу с надписями Линейным письмом A. Результаты исследований были опубликованы в книге в 1961 году.
В 1967 году был назначен редактором журнала «Kadmos», который был посвящён изучению средиземноморских языков и культур бронзового века.
Среди других его работ известность получили «Исторический атлас ислама» (приложение к «Энциклопедии ислама») и «Атлас Средиземного моря» — перевод арабского манускрипта XVI века.